# Martellijevo oznanjenje
Martellijevo oznanjenje je slika Filippa Lippija, obešena v Martellijevi kapeli v levem transeptu bazilike sv. Lovrenca v Firencah, Italija. Obstaja več Lippijevih slik z istim imenom.
Ta kos je velik približno 175 × 183 cm. Malo je znanih podatkov o izvoru slike, čeprav je verjetno, da je bila prvotno naročena za uporabo na trenutni lokaciji. Datacija (okoli 1440) temelji na slogu in prisotnosti svetega Nikolaja v ploščah predeli. Pokrovitelj tega dela je bil predvsem Niccolò Martelli, bogat florentinski meščan, ki je podpiral obnovo bazilike in drugih delov mesta.
Slika velja za prvi znani primer kvadratne oltarne slike brez kakršnega koli tradicionalnega gotskega okrasja, kot so vrhovi ali konice, da bi se bolje ujemala s preprosto arhitekturo cerkve Brunelleschija.
Tabla je razdeljena na dvoje z osrednjim stebrom. Uporablja geometrijsko perspektivo za prikaz kompleksne arhitekture, vključno z več stavbami in odprto ložo. Obstaja več elementov, ki kažejo na vpliv flamskega slikarstva, ki je vplival na Lippija med bivanjem v Padovi. Sem spada steklena ampula v ospredju, ki simbolizira Svetega Duha.

## Vizualna analiza
V tem delu so trije angeli s krili, ki so prišli na srečanje z Marijo. Gabriel stoji pred dvema drugima angeloma, ki klečita. Drži lilijo, ki je simbol čistosti. Golob, ki leti zgoraj, je simbol Svetega duha.
Druga dva angela gledata v daljavo in ne v Marijo. Tisti, ki je najbližje občinstvu, gleda naravnost v nas, kot da bi potrdil našo prisotnost. Nosijo tkane rdeče nogavice, ki so podobne barve kot vrhnja oblačila. Pod to rdečo draperijo nosijo svetlo siva oblačila, pripeta okoli pasu z vrvjo. Marija nosi temno sivo oblačilo z zlatimi obrobami in svetlo pokrivalo. Gleda navzdol v Gabriela in z roko pomiga proti njemu. Morda izteguje roko, da bi prejela vejo od njega, čeprav se zdi, da jo on ne podaja k njej. Desno od nje je predmet, ki je videti kot ograda za knjige ali drugo besedilo.
Vsi imajo zlate svetniške sije nad glavami z vzorci v obliki solz v notranjosti. Zdi se, da ne lebdijo, temveč so le nekako postavljeni na glavo, ne da bi upoštevali zakone gravitacije. Njihova oblačila so prikazana z zelo pretirano draperijo in gubami, kar daje temu kosu globino in doda gibanje figuram. To je slog slikanja oblačil, ki je bil priljubljen v tisti dobi renesanse.
Naslikana arhitektura prikazuje zelo klasičen italijanski renesančni slog. Na obeh straneh subjektov sta dva loka, mi pa gledamo skozi loke, da vidimo prizor. Zdi se, da je za figurami vrt majhnih dreves, ki je skoraj tako visok kot zgradbe, ki ga obdajajo. To drevo je postavljeno v liniji z Gabrielom, ki stoji neposredno pred njim. To je bilo morda uporabljeno, da bi označili njegov pomen in ga naredili za glavno temo ter ga tako ločili od drugih angelov. Celotno dvorišče kaže simetrijo v vrstah dreves in stavb, ki so na obeh straneh. Mestna pokrajina se nadaljuje v ozadju s cerkvami in visokimi stavbami, ki se dvigajo nad obzorjem. Cerkve je mogoče opaziti po koničastih stolpih, ki so višji od drugih stavb.
Bela ptica, ki leti za angeli, tudi nosi zlat svetniški sij. Zdi se, kot da iz svojega kljuna oddaja zlate žarke proti Gabrielu in Mariji. Ob Marijinih nogah je v tleh izrez, ki je ravno dovolj velik, da lahko vanj spravite vazo z vodo. Položaj te vaze ustvarja ravno navpično črto z Marijino dlanjo. To gledalčevo pozornost vrne k Mariji.
Stavbe in arhitektura imajo na tej sliki visoko stopnjo realizma, vendar obrazi figur niso izjemno realistični. Njihova telesa pa kažejo kontrapost, zaradi česar je njihova drža bolj naravna.
Trije prizori v predeli so podobni tistim na Barbadorijevem oltarju iz leta 1438.